# Kostel Nalezení svatého Kříže (Rybí)
Kostel Nalezení svatého kříže se nachází v obci Rybí. Jedná se o původně gotickou stavbu asi z přelomu 14. a 15. století, která byla v 17. století přestavěna lidovým způsobem. Kostel je kulturní památkou. 

## Historie

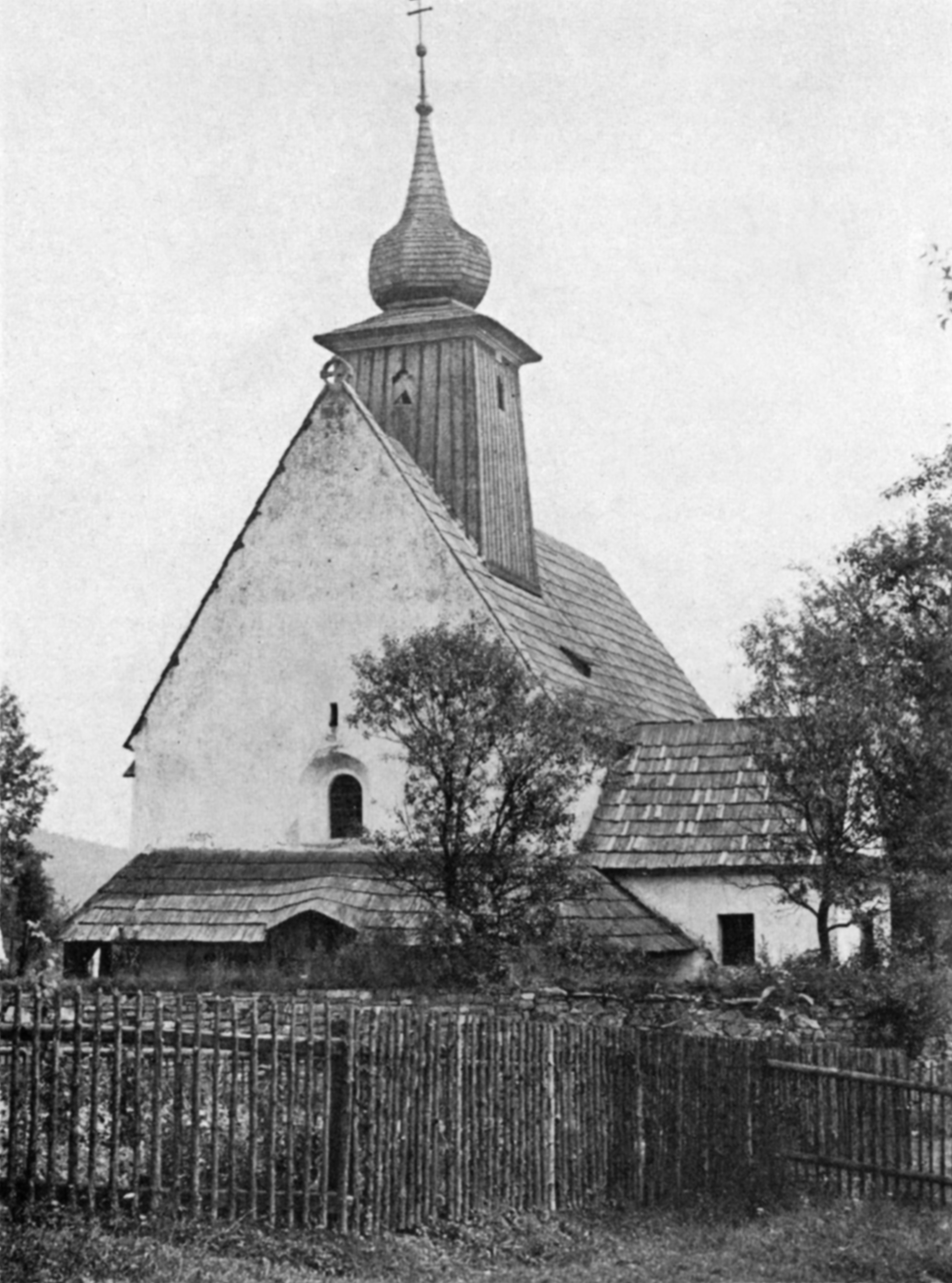
Fotografie kostela z roku 1921

Doba založení kostela je neznámá, uvádí se přelom 14. a 15. století. Kostel mohl být založen ve stejném období jako kostel v blízkých Tamovicích. První písemná zmínka o obci je rovněž z roku 1397. Během třicetileté války byl třikrát kostel poškozen, vypálen 21. února 1624 kozáky a poté v letech 1642 a 1648 Švédy. Zničený kostel byl pak ve 2. polovině 17. století přestavěn lidovým způsobem za užití dřeva, kostel se tak stal polodřevěným. Z původní stavby se dochovaly pouze zdi a dvě okna v ose. Ve své topografii z roku 1859 uvádí Řehoř Volný inventář mezi lety 1670 a 1690 čítající nevysvěcený oltář, jeden uvnitř zlacený kalich, celozlacená paténa, 2 ornáty (jeden starý), 2 zvony. V 18. století došlo k barokní úpravě. V roce 1811 byla opravena věž a vložen pamětní list. Brzy po tom v roce 1815 byl opraven hlavní oltář, ke kterému přibyl tabernákl. Roku 1846 se kostel dočkal celkové rekonstrukce, během které byl obnoven dřevěný ochoz kolem kostela, sluneční hodiny nad jedním z bočních vchodů, výzdoba interiéru a železný kříž, přistavěna byla síň tzv. žebračka. Roku 1852 také přibyl boční oltář Matky Boží, o rok později také varhany od Johanna Neussera s devíti rejstříky za 370 zlatých, které roku 1855 a 1861 ladil a čistil. V roce 1868 byl nahrazen, vichřicí stržený, dvojitý cyrilo-metodějský kříž na věži jeho přesnou kopií. V roce 1894 byla opravena střecha s věží, kříž a opět vložen pamětní list, posléze (před návštěvou olomouckého biskupa) byl kostel narychlo opraven za 2020 korun. V srpnu 1900 byl kostel opatřen hromosvodem.
V roce 1919 byl zakoupen nový ocelový zvon z Vítkovických závodů za 2900 Kč, pojmenován Josef a umístěn na místo zrekvírovaného zvonu. Varhany byly rovněž po zabavení cínových píšťal opraveny. V roce 1927 byl opraven hromosvod, věž a kříž, přičemž byl z makovice snesen tubus (obsahující pamětní list z roku 1811, několik mincí, pamětní list z roku 1894, listinu z r. 1846, fotografie hasičů z r. 1886) a doplněn o další pamětní list. V roce 1949 byl pořízen elektrický ventilátor varhan, následující rok byla opravena střecha a věž, kříž z věže byl pocínován a pochromován v Tatře, taktéž byly vloženy pamětní předměty a list do tubusu. V roce 1956 došlo k úpravě hřbitova před jeho odevzdáním do správy MNV, přičemž byly vydlážděny cesty mezi hroby a vytvořena drenáž kolem celého kostela. Roku 1961 byly postaveny nové varhany z krnovského podniku. O tři roky později byl kostel vymalován, opravily se sochy s oltáři a rovněž se renovovaly obrazy Křížové cesty. V září roku 1969 byla renovována šindelová střecha družstvem Velké Karlovice. O rok později vyrobil stolař Pavel Holub (č. p. 183) dubové dveře do žebračky. Roku 1974 byl kostel elektrifikován a vybaven topením pod lavicemi, v sakristii a žebračce. V roce 1991 se opravila vstupní brána, došlo však také k vykradení kostela a poničení křížové cesty. Kvůli poklesu spodních vod došlo k destabilizaci zdí kostela, proto byl roku 1996 celý jeho obvod stažen ocelovými pásy a štítová zeď byla rovněž zajištěna.
V roce 2005 až 2006 byl restaurován barokní oltář a kazatelna. V roce 2011 byl opraven mechanismus zvonů a vyměněno srdce malého zvonu, další rok byla započata oprava hřbitovní zdi. Od roku 2015 byl po dva roky kostel opravován, došlo k celkové opravě střechy, stropu, varhan a byla provedena nová výmalba, zabezpečení a elektroinstalace. Tubus s pamětními předměty byl slavnostně otevřen a posléze doplněn o nový pamětní list. V roce 2017 je plánována oprava brány.

### Duchovní správa
Na půdě se měl nacházet plechový kohout (symbol reformovaných církví), který obyvatelé považovali za důkaz evangelické příslušnosti kostela, která však mohla pouze následovat vyznání pána. Kvůli řeckému (či spíše slunečnímu) kříži na štítu odhadovali faráři jeho stáří na dobu cyrilometodějskou.
 

Roku 1626 byl ze Štramberka vypuzen poslední českobratrský farář Melichar Vobsa a Rybí k němu přifařeno. Roku 1811 bylo požádáno o zřízení lokálie, avšak marně, stejně tak v roce 1820, i přes to, že stavba sídla již byla zahájena. Situace se brzy změnila po podpoře vysokého ordinátu v říjnu 1820 a únoru 1821, místní kuracie byla císařským usnesením z 5. června 1822 podpořena 300 floriny, čímž došlo také k přesunu patronátu. Doposud byl kostel pod Štramberskou farností, kterou administroval Ferdinand Rößner. Prvním duchovním správcem v Rybí byl Vincenc Ficker od r. 1822 až do r. 1843, kdy zemřel. Sídlo fary bylo za jeho správy roku 1823 zřízeno s potřebným vybavením a zahradou.  Po něm následoval Jan Otto, který zemřel roku 1846. Téhož roku jej nahradil Josef Gruss jež zemřel roku 1848, po tom co se brodil ve sněhu při cestě k nemocnému z Pasek. Následoval jej Pavel Schwach, který před smrtí roku 1866 podepsal věnovací listinu za účelem povýšení místní kuracie na farnost, přičemž obec odstoupila faře 2 jitra 636 sáhů pozemků. O povýšení kuracie na faru se projednávalo již v roce 1860 a 1863. V týmž roce se správcem a již druhým farářem stal Jakub Exler až do roku 1886. Po něm následoval Josef Fuchsík, který založil jednotu na vybudování nového kostela, přičemž při jeho odchodu 13. srpna 1895 čítalo jmění jednoty 12 000 korun. Fuchsík odešel po neshodách s občany do Plumlova. Téhož dne na jeho místo dočasně nastoupil, údajně horlivý až fanatický kazatel, Antonín Mohapl, jehož 1. prosince 1895 nahradil Ferdinand Spisar. Tento již čtvrtý farář zařídil farní knihovnu, která roku 1902 obsahovala 249 svazků. Roku 1896 proběhla generální vizitace a biřmování olomouckým arcibiskupem Kohnem. Dne 4. února 1897 se farář Spisar zapříčinil o založení čtenářského spolku a Reiffeisenova spořitelního a náboženského spolku, který posléze fakticky spravoval. Roku 1899 proběhly proti vůli faráře misie redemptoristů z Červenky. V roce 1902 proběhla sbírka na stavbu nového kostela v Rybím, postupně jmění spolku narostlo roku 1914 na 49 031 korun. Velmi činný farář Spisar, který rovněž podpořil místní včelařství, zemřel krátce po konci 1. světové války dne 27. listopadu 1918. Pohřeb se konal o tři dny později za velké účasti. Administraci po něm převzal 1. prosince páter Adolf Pešna z Místku. Na místo faráře nastoupil 25. března 1919 Arnošt Dostál, který odešel 1. června 1921 do Hradčovic a duchovní správu převzal Josef Hrubý. Dne 12. října pak nastoupil šestý farář Richard Dostál.

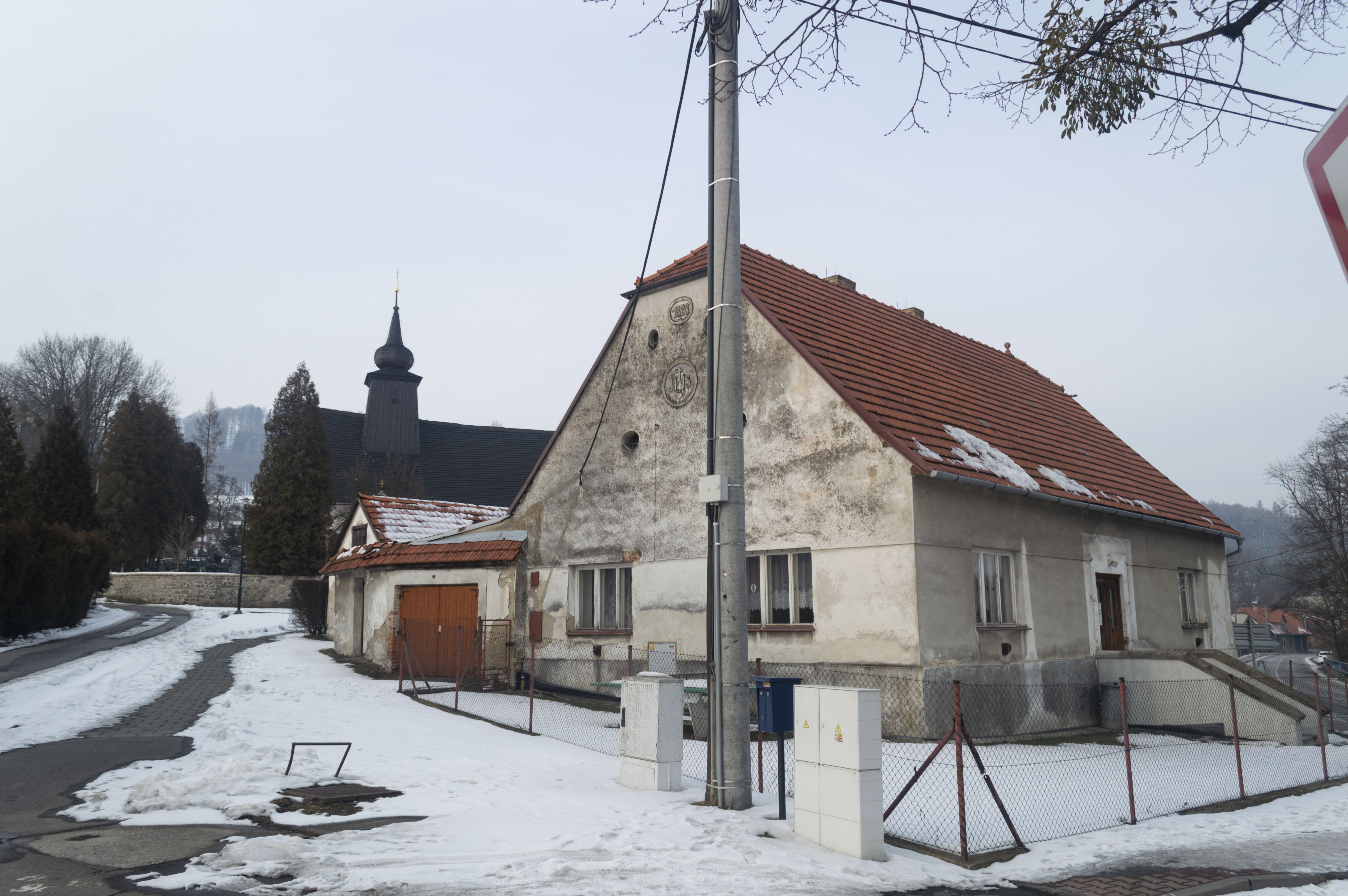
Budova fary
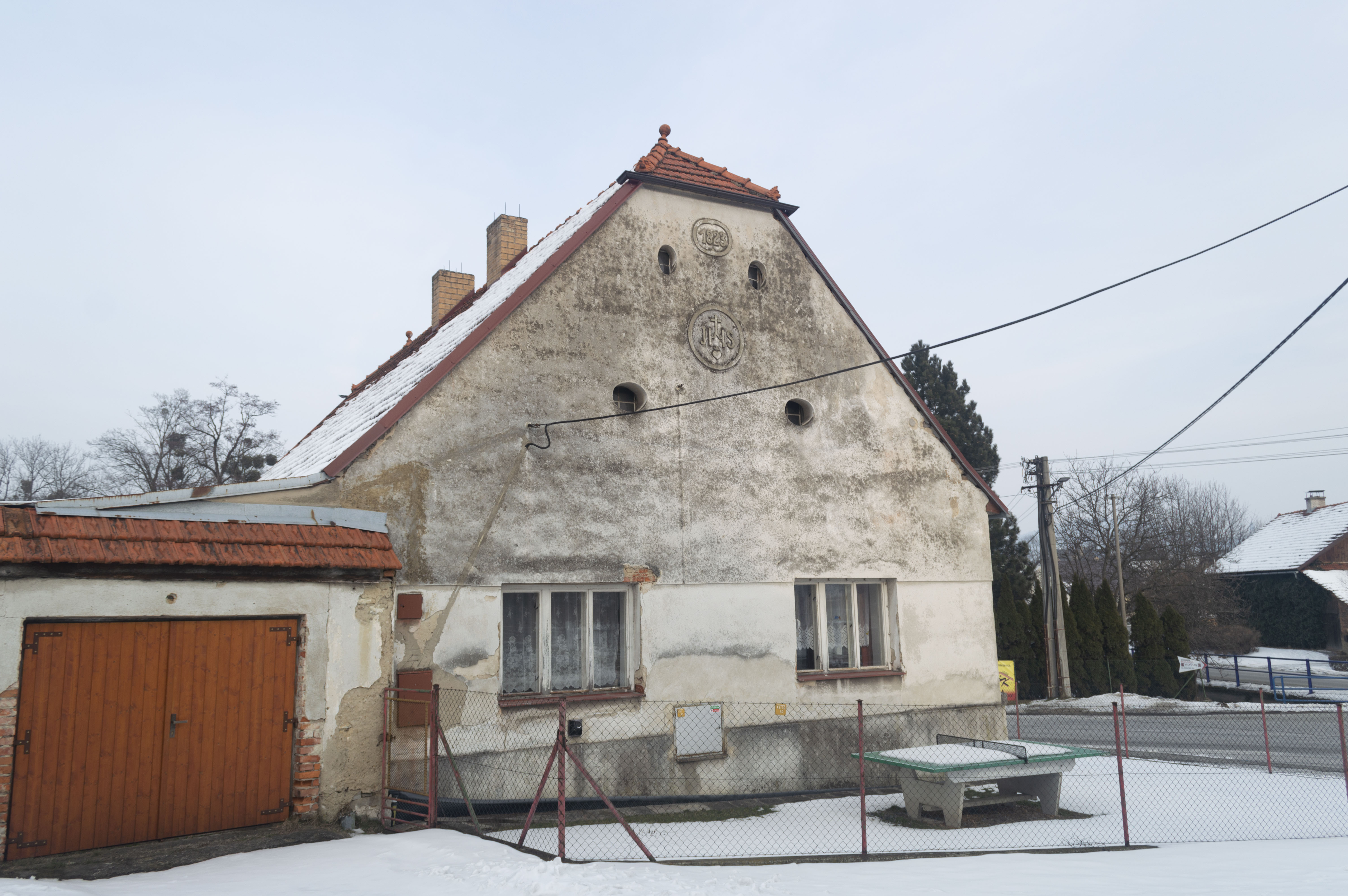
Štít farní budovy

#### Po druhé světové válce
Roku 1957 je uváděn farář Karel Šamárek. V březnu roku 1973 odešel do penze František Goldman, po kterém následoval František Pitrun, jenž svého předchůdce kritizoval za špatný stav kostela. Pitruna nejspíše kvůli nehospodárné ekonomice nahradil roku 1977 Jaroslav Jokel.

## Stavba

Půdorys kostela

Polodřevěný kostel je jednolodní stavbou s hladce omítnutými stěnami z lomového kamene. Kostel je orientován a má rovný závěr chóru, sakristii na severní straně, věž nad lodí a ochoz při západní straně lodi. V rozích presbytáře jsou dva masivní zužující se opěráky. Na každé straně lodi, na jižní straně presbytáře a v ose západní strany jsou obdélně zaklenutá okna. V závěru presbytáře je zazděné okno. Průčelí obíhá dřevěný ochoz. Šindelová střecha kostela je sedlová a její výše je určena původním zděným štítem. V průběhu lodi se tyčí čtyřboká věž s cibulovitou bání. Během několika oprav kostela byl zpatřen kamenný poklop, kterým je zakryta nejspíše nějaká hrobka, která však nebyla prozkoumána. Na věži se tyčí dvojramenný kříž a na vrcholu štítu je kamenný řecký kříž v kruhu, asi z jiné stavby, patrně z kaple. Na jižní straně je přistavěná předsíň. Na štítu předsíně je IHS s letopočtem 1846, po ním jsou sluneční hodiny. Při vstupu do předsíně stojí u zdi po pravé straně dřevěný kříž. Kolem kostela a hřbitova obíhá zeď s barokní bránou.

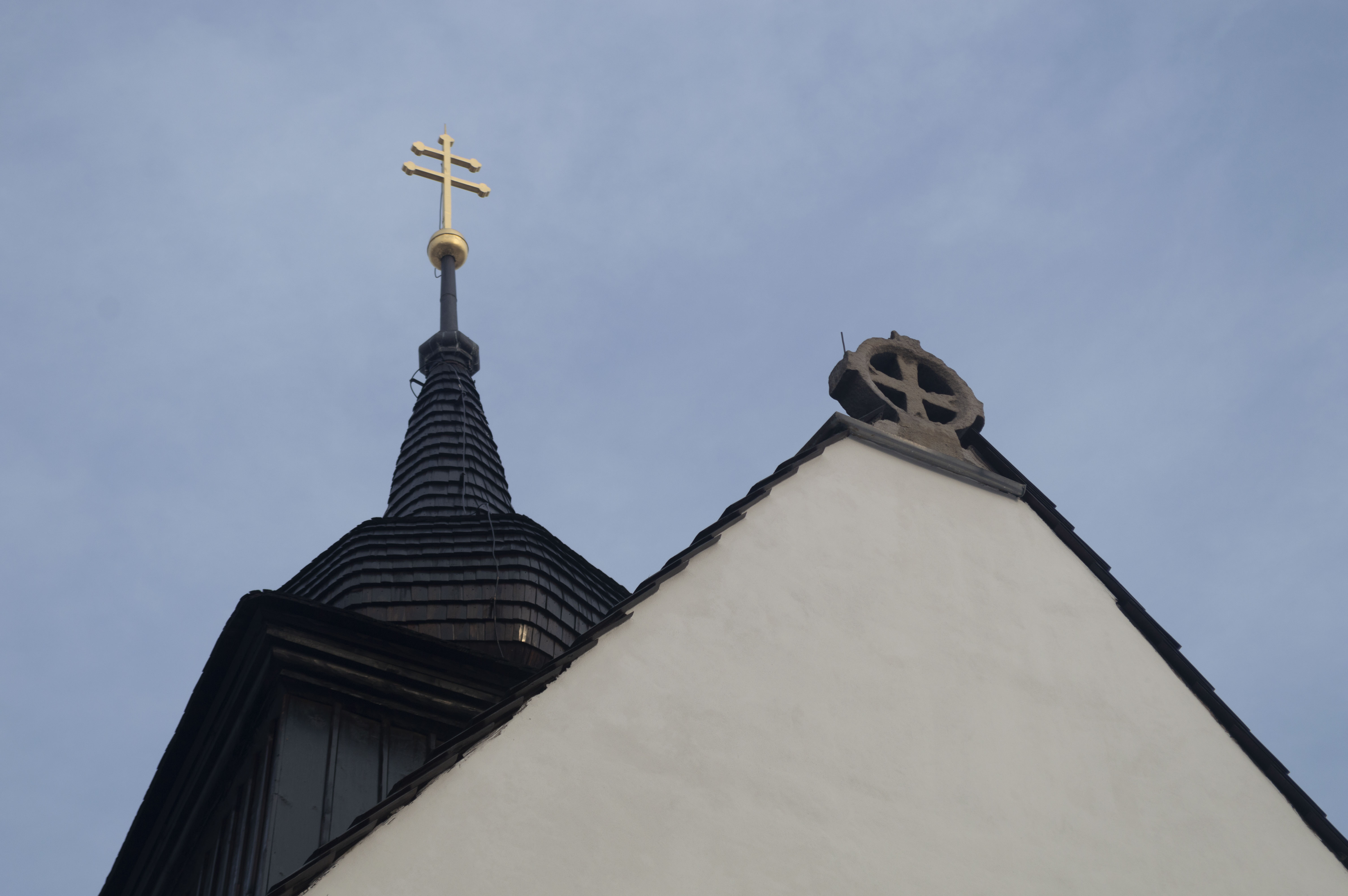
Západní štít a věž
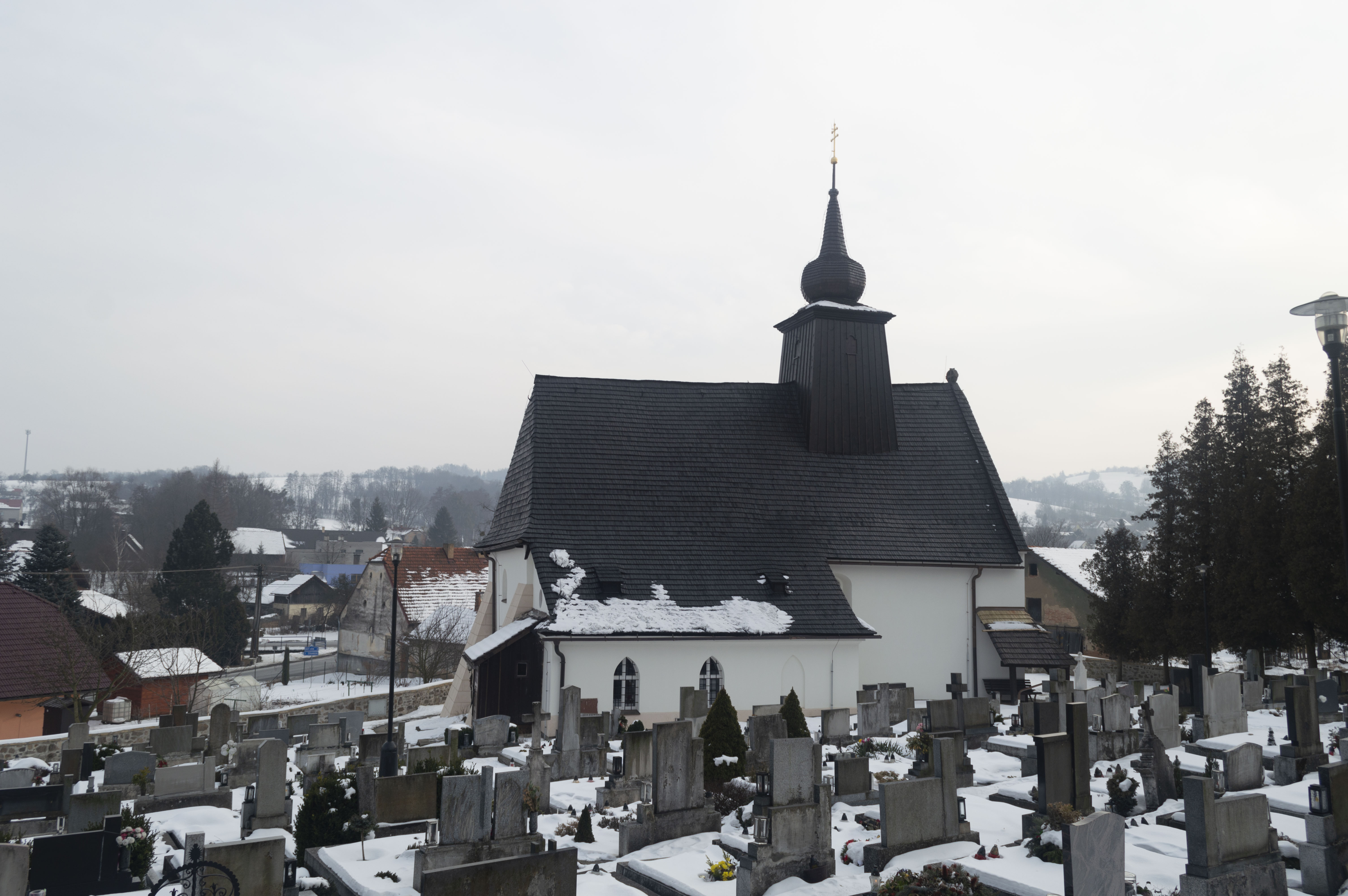
Pohled od severu
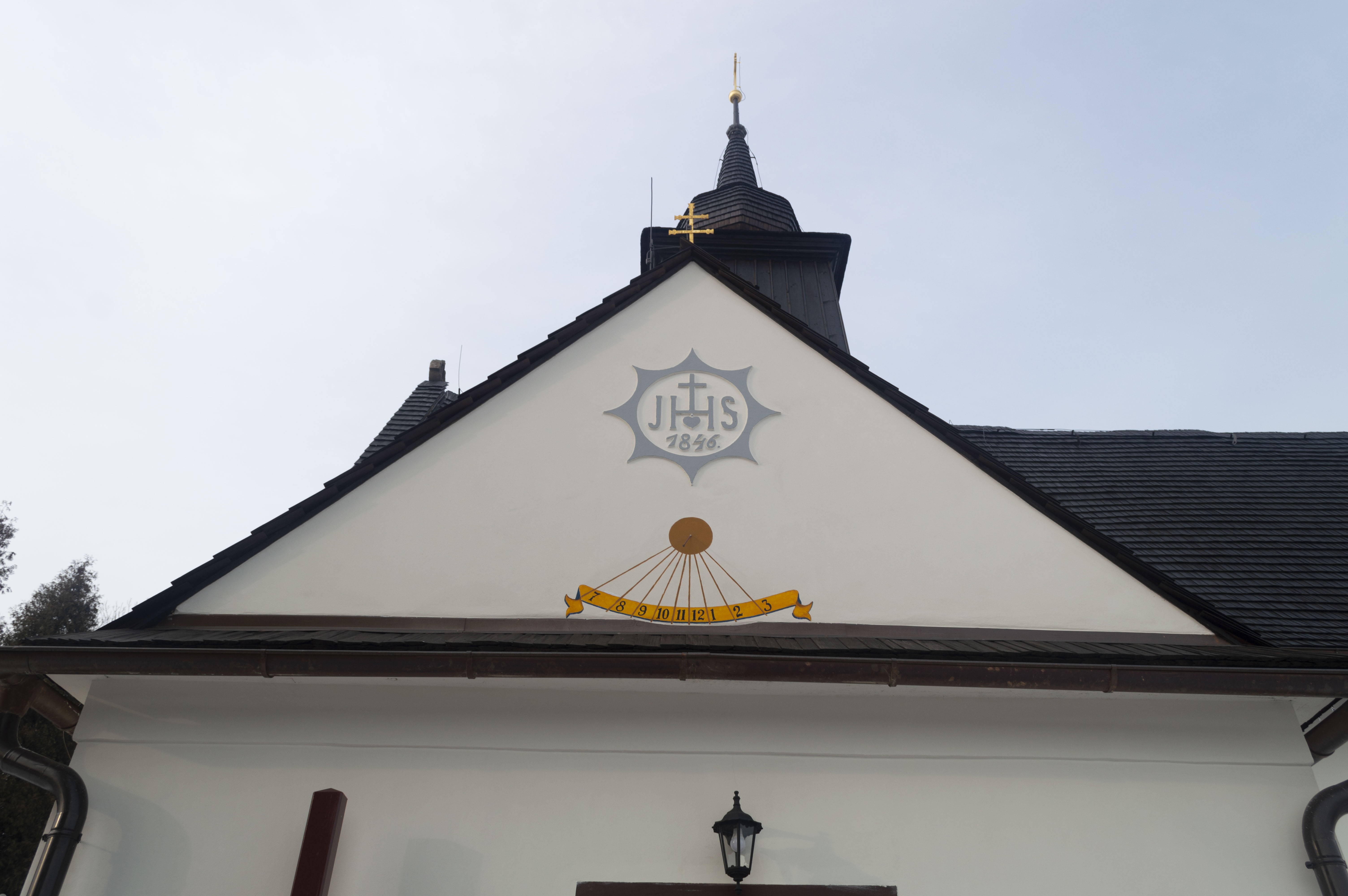
Štít předsíně
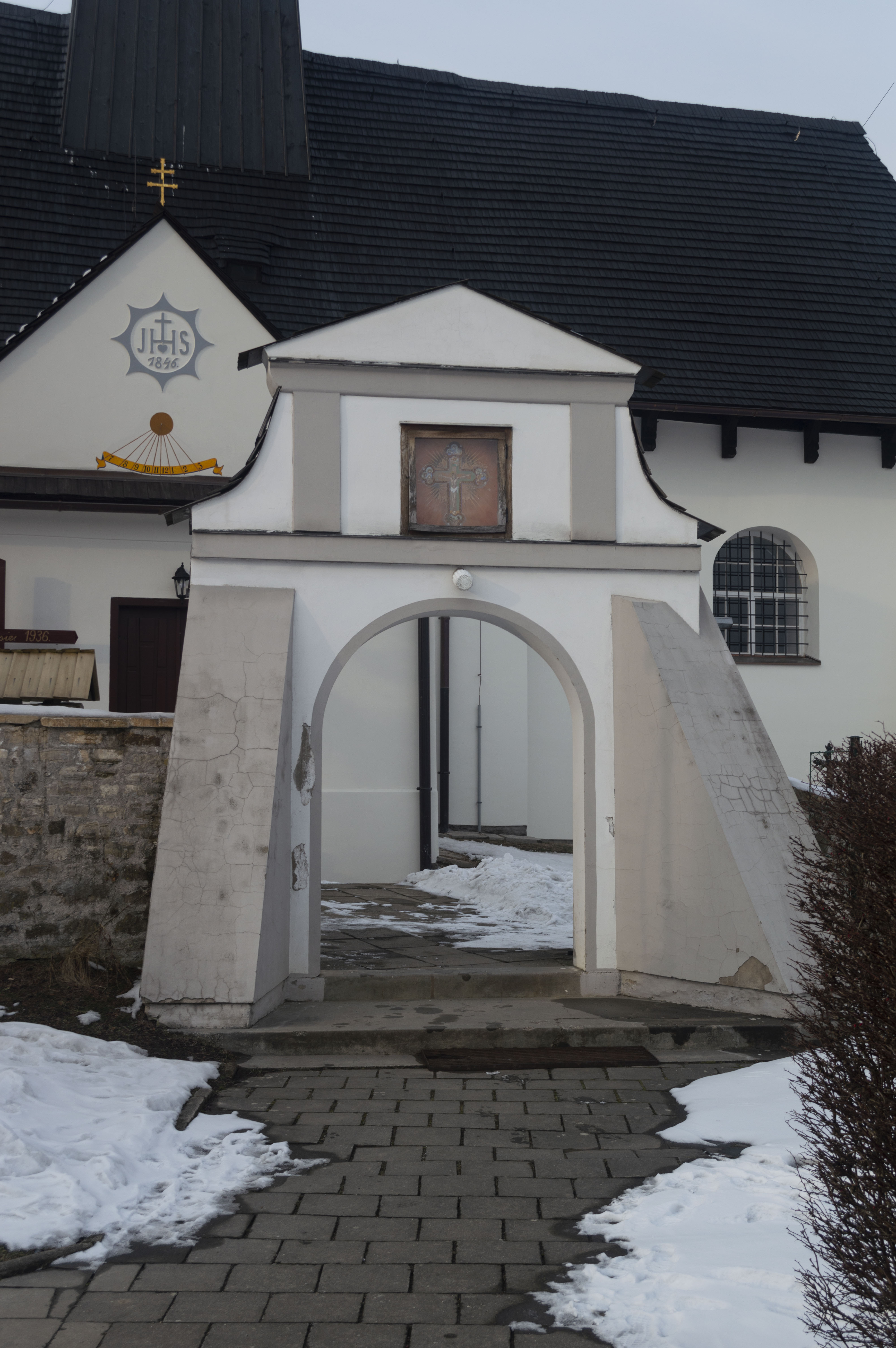
Brána do areálu kostela se hřbitovem
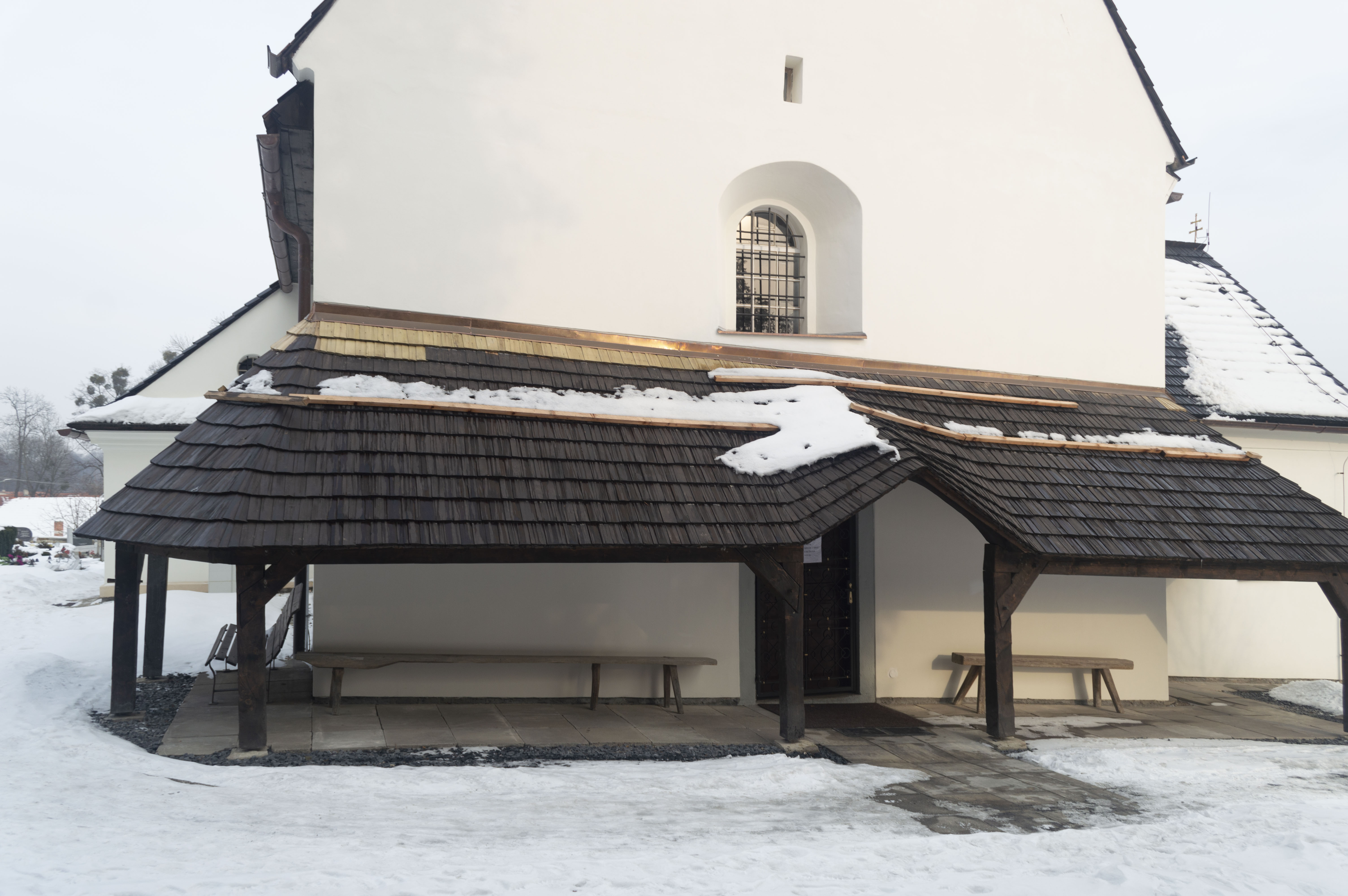
Západní štít s dřevěným ochozem
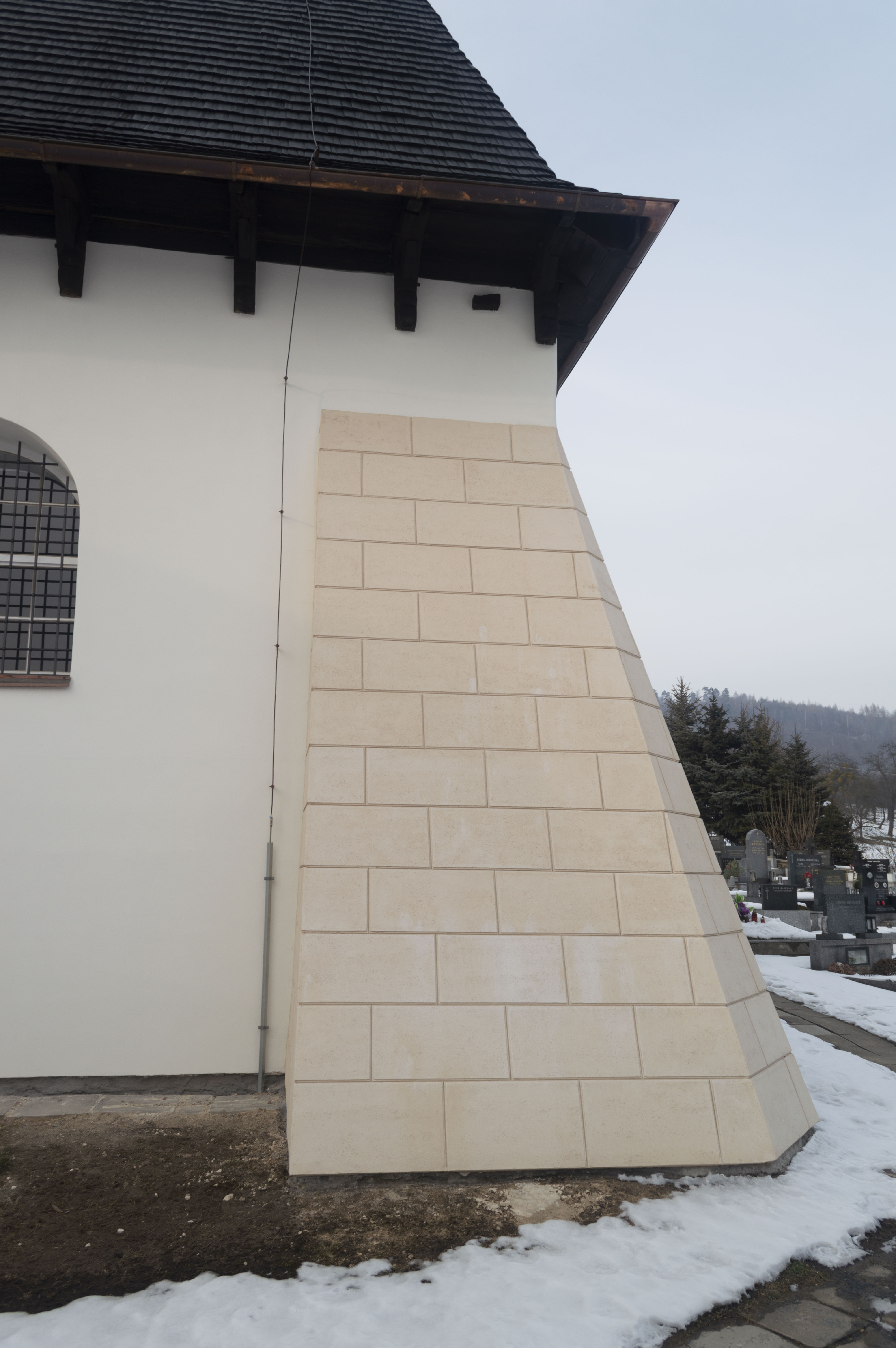
Opěrák na východní straně
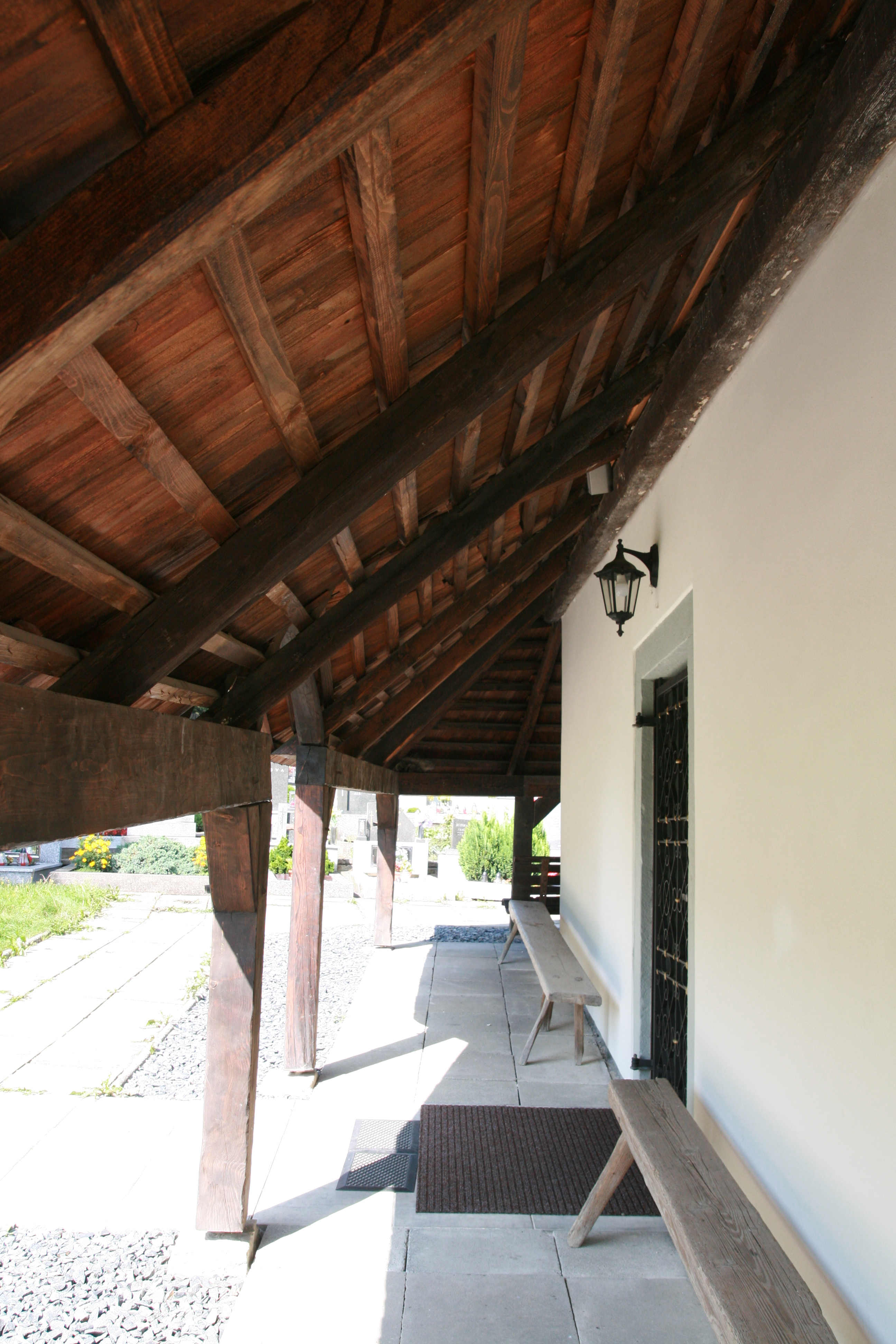
Dřevěný ochoz

### Interiér

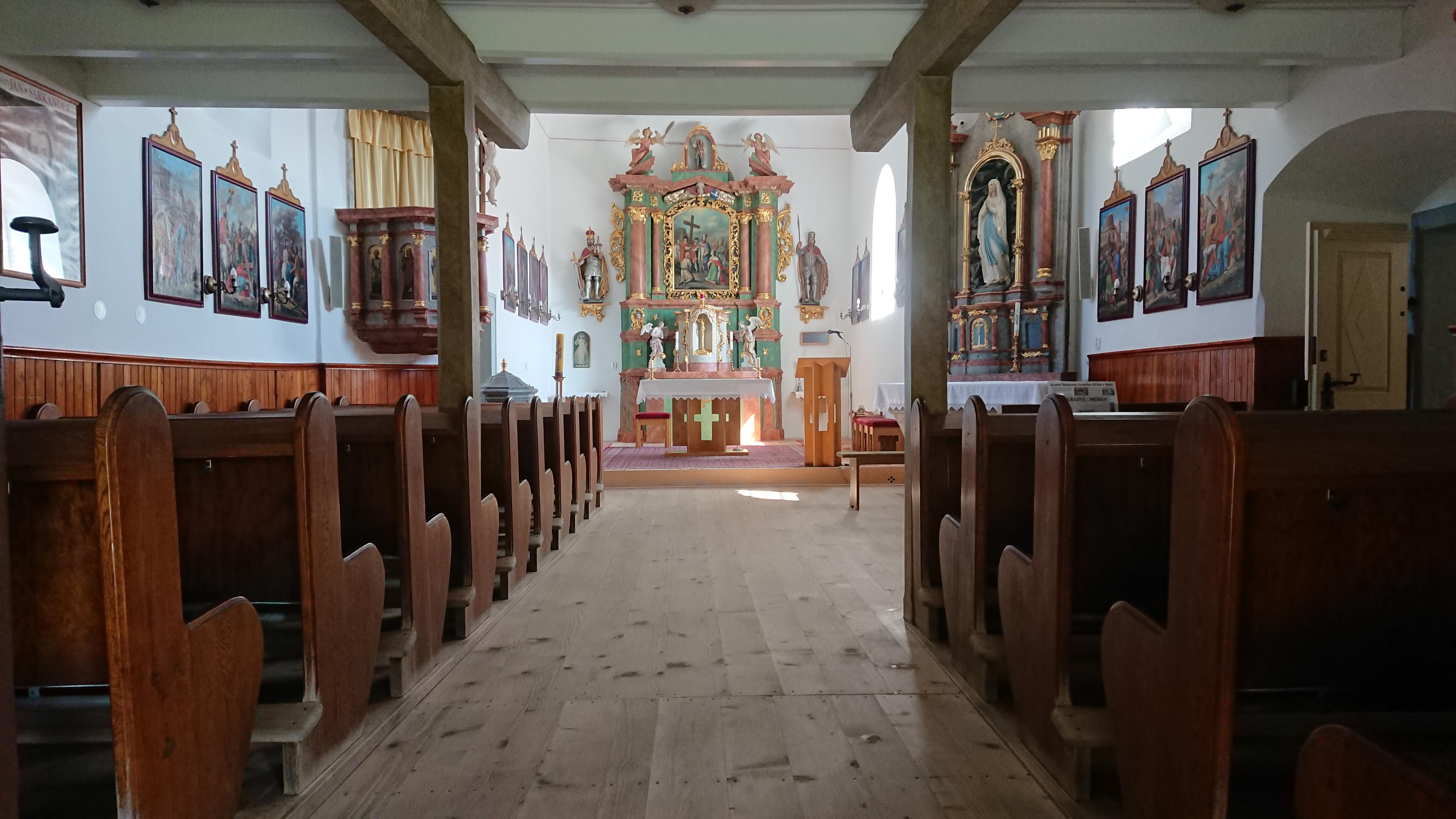
Interiér kostela

Interiér je překryt plochým kazetovým stropem. Na severní straně presbytáře se nachází kamenný portál vedoucí do sakristie, která je nízká, plochostropá a s dvěma lomenými okny. Na západní straně lodi je polodřevěná kruchta. V závěru lodi je hlavní oltář ze 17. století, po boku je boční oltář Panny Marie z roku 1852.

### Zvony
V kostele se nachází dva zvony, původně byl i třetí na střeše.

#### Velký zvon
Větší zvon, původně bez nápisu, byl přelit roku 1854 Leopoldem Stanke v Olomouci, s nápisem Ke cti a chvále Nalezení sv. Kříže. Přelitý roku 1854 za času velebného pána Pavla Schwacha pochází od Leopolda Fr. Stanke v Olomouci. Během první světové války byl zrekvírován a roku 1919 nahrazen ocelovým zvonem Josef se stejným nápisem. Zvon má průměr 79 cm, váží 320 kg a je mechanicky ovládán.

#### Malý zvon
Menší zvon s nápisem Omnia ad majorem Dei gloriam. Anno 1710. Durch das Feuer bin Ich geflossen, Maderhofer in Troppau hat mich gegossen. Georg Ignatius. Zvon má průměr 42 cm, váží 60 kg a zvoní se na něj ručně.

### Hřbitov
Kolem kostela se od nepaměti nachází hřbitov se zdí. Ten byl roku 1848 na východní straně rozšířen, roku 1896 na straně severní. Za oltářem kostela jsou pochováni někteří duchovní správci. Sebevrazi jsou od nepaměti pochováváni za východní zdí, kde byli později pochováváni také bezvěrci, jako první Vojtěch Kelnar roku 1924. V roce 1896 byl na rozšířeném hřbitově postaven kamenný kříž za 320 korun, který věnoval Josef Horuta z domu č. 22 a Augustin Lacina z č. 59. Roku 1973 byl hřbitov rozšířen. V roce 1993 byly opraveny chodníky.

## Sousoší
Z kostela pochází gotické sousoší korunovace Panny Marie Kristem ze 70. let 14. století, které se původně asi nacházelo v cele uprostřed oltářní archy.

## Okolí kostela
Před kostelem se nacházela kamenná křtitelnice.

## V kultuře
V roce 1975 byly v kostele a okolí Československou televizí Ostrava natáčeny scény pro televizní seriál Kamenný řád podle románu Vojtěcha Martínka.